# Dendrosicyos socotrana
Genre
Espèce
Synonymes
Dendrosicyos socotranus
Classification phylogénétique
Statut de conservation UICN

 VU A2cd : Vulnérable
Dendrosicyos socotrana est une espèce de plantes à fleurs de la famille des Cucurbitaceae. C'est la seule espèce à forme arbustive de sa famille. C'est aussi la seule espèce du genre Dendrosicyos. Elle mesure jusqu'à 6 m de haut, et 2 m de diamètre. Les feuilles sont presque rondes, couvertes de fins poils durs, et légèrement dentées. Les fleurs jaunes (3 cm environ), mâles et femelles sont présentes sur une même plante permettant la pollinisation croisée. Elle se reproduit uniquement par semis. Les fruits (3 × 5 cm) sont verts, virant au rouge brique en mûrissant.
Décrite en 1882 par Isaac Bayley Balfour, l'espèce est généralement qualifiée d'endémique à l'île de Socotra bien que certaines sources (1887) mentionnent qu'elle était présente sur le continent africain, à Djibouti. Elle est assez abondante sur les parties sèches de l'île de Socotra, associée au Croton socotranus en plaine, ainsi que sur sols calcaires jusqu'à 500 m d'altitude. On trouve également des spécimens isolés sur l'île de Samhah, à proximité.
Les jeunes pousses subissent le surpâturage et la régénération risque d'être compromise à terme, sauf pour les plantules protégées par les Cissus subaphylla empêchant les chèvres de les brouter. L'espèce est considérée comme vulnérable. En soqotri, son nom est qamhiyn.
Contrairement à ce que laisserait supposer sa région d'origine, Dendrosicyos socotrana réagit bien à un arrosage abondant et à l'apport d'engrais, si la température est supérieure à 20 °C.